# Janus Billeskov Jansen
Janus Billeskov Jansen, född 25 november 1951, är en dansk filmklippare, klippkonsult och manusförfattare.

## Filmmanus
- 1987 – Pelle Erövraren